# George Stuart Robertson
George Stuart Robertson (Londra, 25 maggio 1872 – Londra, 29 gennaio 1967) è stato un tennista, discobolo e martellista britannico.

## Biografia

### Ad Oxford
Robertson frequentò l'Università di Oxford, dove vinse il Gaisford Prize per i versi greci nel 1894 e un "Oxford Blue" nel lancio del martello (vincendo anche, dal 1893 al 1985, una sfida sportiva contro l'Università di Cambridge). Nel 1896, vide una pubblicità su una bacheca di un'agenzia turistica londinese e in seguito disse "I classici greci sono stati il mio miglior campo accademico, quindi potevo resistere a non andare alle Olimpiadi?". Pagò 11 £ per arrivare ad Atene per i primi giochi olimpici dell'era moderna.

### Ai Giochi Olimpici di Atene 1896
Al suo arrivo, fu dispiaciuto dal fatto che il lancio del martello, disciplina nella quale era più preparato, non faceva parte del programma olimpico. Comunque, nello spirito amatoriale che permeava tutte le manifestazioni sportive, prese parte comunque alle gare dell'atletica leggera e nel tennis. Fu anche corrispondente del giornale "The Field" per la manifestazione.
Vinse la medaglia di bronzo, in coppia con l'australiano Edwin Flack, nel torneo di doppio di tennis. Nel torneo singolare, venne sconfitto al primo turno da Konstantinos Paspatis. Partecipò alla gara del lancio del disco, dove si classificò quarto.
Robertson viene anche ricordato per aver composto un'ode in greco antico, in occasione della cerimonia di chiusura dei Giochi olimpici. Alla sua morte, avvenuta all'età di 94 anni, fu l'ultimo partecipante in vita dei primi giochi olimpici.